# Hildur Öijer
Hildur Öijer, född 14 januari 1865 i Göteborgs Kristine församling, Göteborgs och Bohus län, död 30 december 1943 i Hedvig Eleonora församling, Stockholms stad, var en svensk kvinnosakskämpe. 
Hildur Öijer, som var dotter till paketpostkontorsföreståndaren i Göteborg Johan Fredrik Öijer och Hildegard Maria Teofilia Esselius, började sin bana 1882 som postbiträde hos postexpeditör August Carlberg i Onsala. Hon var första postexpeditör vid postverket i Göteborg 1892–1925. Hon valdes 1934 till hedersledamot i Posttjänstemännens förening. 
Öijer är främst känd som aktiv inom Föreningen för kvinnans politiska rösträtt i Göteborg 1902–1920, där hon beskrivs som Frigga Carlbergs högra hand; hon var sekreterare och kassör i lokalföreningen och Carlbergs suppleant i nationella föreningen från 1903. Hon skrev också pjäser, tal och monologer åt föreningen.